# Szigetszentmiklós
Szigetszentmiklós (németül: Nigglau) város a budapesti agglomerációban, Pest vármegyében, a Csepel-sziget északi részén, a Szigetszentmiklósi járás székhelye. Az agglomeráció részeként az elmúlt évtizedekben dinamikusan fejlődött, mára jelentős lakóhely és gazdasági központtá vált. Földrajzi elhelyezkedése különleges, hiszen a település a Ráckevei-Duna partján fekszik, körülötte számos természeti érték található. A települést északról Budapest XXI. kerülete, keletről a Ráckevei-Duna, délről Szigethalom, nyugatról pedig Halásztelek határolja.
A település története több mint 750 évre nyúlik vissza. Első írásos említése 1264-ben történt, amikor IV. Béla király egy oklevelében a falut és a Csuti monostort említi. A település neve a halászok és pákászok védőszentjére, Szent Miklósra utal, és az évszázadok során mezővárosi rangot is viselt. A település az ipari forradalom és a budapesti agglomeráció növekedésével kezdett gyors ütemben fejlődni a 20. században. Vallási életét hagyományosan a református vallás határozta meg, de ma már a lakosság többsége római katolikus. A településen több templom és vallási közösség is működik, tükrözve a vallási sokszínűséget.

## Fekvése
A város Budapest déli határa mellett, a Csepel-szigeten, a déli irányban kitáguló Csepeli-síkon terül el. A települést északról Budapest XXI. kerülete, keletről a Ráckevei-Duna (ezáltal Dunaharaszti és Taksony), délről Szigethalom, délnyugatról Tököl, nyugatról Halásztelek, északnyugatról pedig a Duna (illetve a folyam jobb partján Budapest XXII. kerülete) határolja. (Az 1954-es jeges árvíz óta a Duna fővárostól délre elhelyezkedő szakaszát kísérő gátrendszer védművei magasabbak. A folyam Lakihegy melletti bal partja a főváros másik fontos ivóvíz bázisa s Szentendrei-sziget mellett.)

## Története
Szigetszentmiklós 750 éves település, 1986. január 1. óta város.
A település területe már a neolitikum időszakában is lakott volt. A rézkor idején az ún. bádeni kultúra népe élt ezen a vidéken, emlékeik Szigetcsép és Szigetújfalu határából kerültek elő. Őket követte az ún. harangedényes kultúra képviselőinek megjelenése a térségben, akik sűrű rajokban lepték el a Csepel-szigetet. A hozzájuk köthető leletek Szigetszentmiklóson Háros területéről, Lakihegyről, valamint az Auchan áruház alatti területekről kerültek elő nagyobb számban, de az M0 autópálya építése során az Üdülő-sor környékén is feltárták temetkezési helyeiket. Még több lelet került elő a város területéről a bronzkorból, mégpedig a Vatya-kultúra időszakából; a leletek tanúsága szerint ekkor a helyi népesség száma meglehetősen gyarapodott.
Ásatások alapján valószínűsíthető, hogy kelta és ókori római, ill. kora és késő középkori település állt a mai város területén.
A településen végzett kutatások alapján, az őskor óta lakott helyen a honfoglaló magyarok fejedelmi törzse telepedett meg Árpád vezetésével. A sziget nevét Árpád főlovásza, Csepel ispán (aki itt telepedett le) kölcsönözte.
A Kossuth utcai református templom bővítése során 2012-ben ásatásokat végeztek, melyek során kiderült, a mai templom helyén már az Árpád-korban is templom állt.
Szigetszentmiklós nevét elsőként 1264. október 14-én IV. Béla levele említette, melyben ír az akkori falu templomáról is. A tatárok pusztítása nyomán ez a helység elnéptelenedett, helyén a hagyomány szerint a Ráczkevei-szigeten megtelepített rácok alapítottak új települést 1440 táján. A mohácsi vész után ez a falu is elpusztult, a 17. század elején magyarok költöztek ide.
Az 1634–1635 évi török kincstári adólajstromukban a kövi (ráczkevei) járás községei között volt feltüntetve; ekkor 14 házzal szerepelt.
A református egyház az 1626-29. években már jelen volt a településen. 1731–1739 között Patai János, a Dunamelléki Református Egyházkerület szuperintendense (püspöke) a helységben lakott és lelkészkedett. Az első református templom építési ideje ismeretlen, annyi ismert, hogy 1798-ban helyreállították. Tornyát az 1853 évi nagy vihar ledöntötte, 1875-ben építették újra. A második világháborúban helyreállíthatatlanul megsérült a templom, a romokat 1948-ban bontották el. Az új templom alapkövét 1987-ben tették le, a gyülekezet négy év múlva, 1991-ben vehette birtokba.
A hagyomány szerint 1707-ben, a rácok támadása alkalmával épült cinteremben húzta meg magát a lakosság Szőlős és Háros községek menekült lakosságával együtt.
Az 1715 évi összeíráskor 42, 1720-ban pedig 70 adóköteles magyar háztartást vettek föl e helységben.
1770-ben a Mária Terézia-féle úrbéri rendelettel kapcsolatban 73 16/32 negyedik osztályú úrbéri telket mutattak ki a településen. A 20. század elején még a település birtokában volt egy régi ezüst pecsétnyomó, keresztüllyukasztott fogantyúval, e pecsétnyomó még abból az időből származott, amikor a községbíró a helység pecsétjét a nyakába akasztott zsinegen hordta. A pecsétnyomón levő címerkép egy rúddal keresztülszúrt bárányt ábrázolt. A rúd végén kereszt volt, míg a helység 20. század eleji pecsétjén buzogány.
Az 1838, 1850 és 1876-os években árvíz pusztított a helységben.
A határrendezés, illetőleg a tagosítás, 1862-ben történt. 1848-ig a település a ráckevei uradalomhoz tartozott, majd a 20. század elején a királyi család ráckevei uradalma volt a helység legnagyobb birtokosa.
A község határában feküdtek egykor Háros és Szőlős elpusztult települések; előbbi a nagy Duna, utóbbi a Soroksári-Duna-ág mellett. Mindkét település templomának a romjai láthatók voltak az 1800-as évek végéig. Ugyancsak mindig a községhez tartoztak a központtól távoli lakott helyek: Hárossziget, Felsőbuczka, és Felsőtag is. A megye-határvonalak 1950-es hivatalos rendezésekor a Szigetszentmiklós fennhatósága alá került Felsőtagra - főleg a Ráckevei-Duna és a Kavicsos-tó partjára - sok csepeli épített nyaralót. Lakihegy egy középkori csepeli gyümölcsösbirtokból felfejlődve - ide-oda vándorló birtokjogokat követően - 2002-ben került Szigetszentmiklóshoz és ekkor épült meg Csepel-Háros határában, szintén a város külterületén az Auchan Sziget áruház. Lakihegyet a helyiek továbbra is falusias elkülönülő exklávé területként tartják nyilván és - a sok egyéb városrész ellenére egyedüliként - ezt jelzi a Szigetszentmiklós-Lakihegy helységtábla is.
1898-ban a lakihegyi dunai árvízvédelmi gát építésekor őskori agyagedényeket találtak, ezek akkor a református iskola tulajdonába kerültek.
Szigetszentmiklós a 20. század elején Pest-Pilis-Solt-Kiskun vármegye Ráckevei járásához tartozott. 1910-ben 3997 lakosából 3974 magyar volt. Ebből 3233 református, 637 római katolikus, 53 izraelita volt.
A település és környezete a Kádár-korszak idején stratégiai fontosságú része volt az országnak. A közelben repülőgép-, autó- és acélgyár, katonai repülőtér, laktanya, valamint számos ipari és katonai létesítmény egyaránt üzemelt. A város fejlődésére komoly hatást gyakorolt a fénykorában közel 10 ezer embert foglalkoztató Csepel Autógyár is.
 Az üzem dolgozói számára a József Attila lakótelep, majd a Szent Miklós úti lakótelep 1950-1982 között épült. (Előbbi 1955 óta viseli a költő nevét.)
Szigetszentmiklós 1986-ban kapott városi rangot.
A város kedvelt célpontja a (Budapestről kitelepülő) szuburbanizációs rétegeknek, ezért is erősödik az utóbbi időben a település kertvárosi, kisvárosi jellege. A város rendezési tervein is főként a fent említett két lakóövezeti formának szántak helyet a helyi önkormányzat szakemberei. A lakosság a 21. század első évtizedében negyedével gyarapodott.
Jelentős a környék idegenforgalma és a szuburbanizációs folyamatok mellékhatásaként emelkedik a térség gazdasági szerepe is. Az M0-s körgyűrű mentén kiépült leshegyi ipari park folyamatos növekedése és számos nagyvállalat letelepedése Szigetszentmiklóson az ország munkahelyekkel legellátottabb régiói közé emeli a várost. Érdekességképpen megemlíthető, hogy a városban munkát vállalók számottevő része a Csepel-sziget többi településeiről ingázik, a város lakosai közül sokan inkább jellemzően budapesti munkahelyeken dolgoznak.[forrás?]
Szigetszentmiklós határában észlelték Magyarországon először az agresszíven terjeszkedő harlekinkatica egy egyedét (egy áttelelő példányt), 2008 februárjában.

## Részei
Szigetszentmiklós integrált városfejlesztési stratégiája az alábbi településrészeket különbözteti meg a lakosság mentális érzetére hivatkozva.
- Lakótelep
- Falu
- Bucka (alsó és felső)
- Lakihegy
- Duna-part
- Ragád

A helyiek további városrészeket is megkülönböztetnek.
- Gyártelep
- Sóshegy
- Északi üdülő terület
- Páskom (alsó és felső)
- Cuczor-sziget
- Felsőtag
- Paptag
- Háros
- Vásártér
- Haszontalan
- Leshegy
- Minta lakótelep
- Dujmó
- Szent Miklós úti lakótelep (Munkásőr lakótelep)
- Ófalu

A Gyártelep, a Cuczor-sziget, és Felsőtag kivételével az utóbbiak jobbára egykori dűlőnevek. Manapság mezőgazdasági területek, illetve ipari-kereskedelmi egységek találhatóak rajtuk.
Az integrált városfejlesztési stratégia megállapítja ugyanakkor, hogy a lakosság mentális városrész-térképei nem fedik le a város egészét, mint az a fenti felsorolásból is látható.

## Közélete

### Polgármesterei
- 1990–1994: Dr. Uri József (nem ismert)
- 1994–1998: Fodor Antalné dr. (MSZP)[16]
- 1998–2002: Fodor Antalné dr. (MSZP)[17]
- 2002–2006: Fodor Antalné dr. (SZÖ-SZI)[18]
- 2006–2010: Szabó József (Fidesz-KDNP-Polgári Kör)[19]
- 2010–2014: Szabó József (Fidesz-KDNP)[20]
- 2014–2019: Szabó József (Fidesz-KDNP)[21]
- 2019–2024: Nagy János (DK-Momentum-Jobbik-MSZP-LMP-MM)[22]
- 2024– : Nagy János (2151 - Egységben a Városért Egyesület)[1]

A 2024-es önkormányzati választás érdekessége volt a településen, hogy kilenc polgármesterjelöltet vettek nyilvántartásba, ami abban az évben országos rekord volt (a baranyai Nagydobszával és a nyírségi Sényővel holtversenyben). [Nagydobszán egyébként eredetileg tízen jelöltették magukat, csakúgy, mint Győrben is, de egyikük (illetve Győrben két jelölt) nyilvántartásba vételét elutasították.]

### A 2024-es önkormányzati választás eredménye
- A polgármester-választás eredménye[24]

| Jelölt neve          | Jelölő szervezet(ek) | Jelölő szervezet(ek)                                                                           | Szavazatok száma | Szavazatok aránya |
| -------------------- | -------------------- | ---------------------------------------------------------------------------------------------- | ---------------- | ----------------- |
| Nagy János           |                      | Egységben a Városért                                                                           | 6440             | 37,42%            |
| Dr. Vántsa Botond    |                      | Fidesz – KDNP                                                                                  | 5629             | 32,70%            |
| Kocsis Éva           |                      | Miklósért Városvédő Kör Egyesület – DK – Párbeszéd- ZÖLDEK – LMP – Zöldek – MSZP – Nép Pártján | 2431             | 14,12%            |
| Botló Kornél Levente |                      | Mi Hazánk                                                                                      | 775              | 4,50%             |
| Gyurcsik József      |                      | Közösség a Fejlett Városért Egyesület – Momentum                                               | 757              | 4,40%             |
| Farkas Gábor         |                      | Független                                                                                      | 583              | 3,39%             |
| Dorogi Gyula         |                      | Szolidaritás                                                                                   | 219              | 1,27%             |
| Papp István          |                      | Független                                                                                      | 201              | 1,17%             |
| Kántor Ferenc András |                      | Független                                                                                      | 177              | 1,03%             |
| Összesen             |                      |                                                                                                | 17 212           | 100%              |

- A képviselőtestület-választás eredménye[25]

| Párt | Párt                                                                                           | Mandátumok | Képviselő-testület | Képviselő-testület | Képviselő-testület | Képviselő-testület | Képviselő-testület | Képviselő-testület | Képviselő-testület | Képviselő-testület | Képviselő-testület | Képviselő-testület | Képviselő-testület |
| ---- | ---------------------------------------------------------------------------------------------- | ---------- | ------------------ | ------------------ | ------------------ | ------------------ | ------------------ | ------------------ | ------------------ | ------------------ | ------------------ | ------------------ | ------------------ |
|      | Fidesz – KDNP                                                                                  | 7          |                    |                    |                    |                    |                    |                    |                    |                    |                    |                    |                    |
|      | Egységben a Városért                                                                           | 4          | P                  |                    |                    |                    |                    |                    |                    |                    |                    |                    |                    |
|      | Miklósért Városvédő Kör Egyesület – DK – Párbeszéd- ZÖLDEK – LMP – Zöldek – MSZP – Nép Pártján | 2          |                    |                    |                    |                    |                    |                    |                    |                    |                    |                    |                    |
|      | Közösség a Fejlett Városért Egyesület – Momentum                                               | 1          |                    |                    |                    |                    |                    |                    |                    |                    |                    |                    |                    |

## Népesség
Szigetszentmiklós lakosságát és területét tekintve a Csepel-sziget legnagyobb települése (a fővárost nem számítva), továbbá Pest vármegye harmadik legnépesebb települése.

### Nemzetiségi kötődés
- magyar: 91,3%
- német: 0,6%
- szlovák: 0,6%
- cigány: 0,5%
- bolgár: 0,2%
- ukrán: 0,1%
- ismeretlen: 8,5%

2022-ben a lakosság 85,8%-a vallotta magát magyarnak, 0,9% németnek, 0,6% cigánynak, 0,4% románnak, 0,2% bolgárnak, 0,2% ukránnak, 0,1-0,1% lengyelnek, görögnek, szlováknak, ruszinnak, horvátnak és szerbnek, 4,1% egyéb, nem hazai nemzetiségűnek (14% nem nyilatkozott; a kettős identitások miatt a végösszeg nagyobb lehet 100%-nál).
Több nemzetiségnek van működő kisebbségi önkormányzata a településen (bolgár, cigány és német).

## Vallás
A város hagyományosan református, ám napjainkban legtöbben római katolikusnak vallják magukat.
Több keresztény felekezet is rendelkezik templommal a településen.

### Templommal, imaházzal rendelkező közösségek

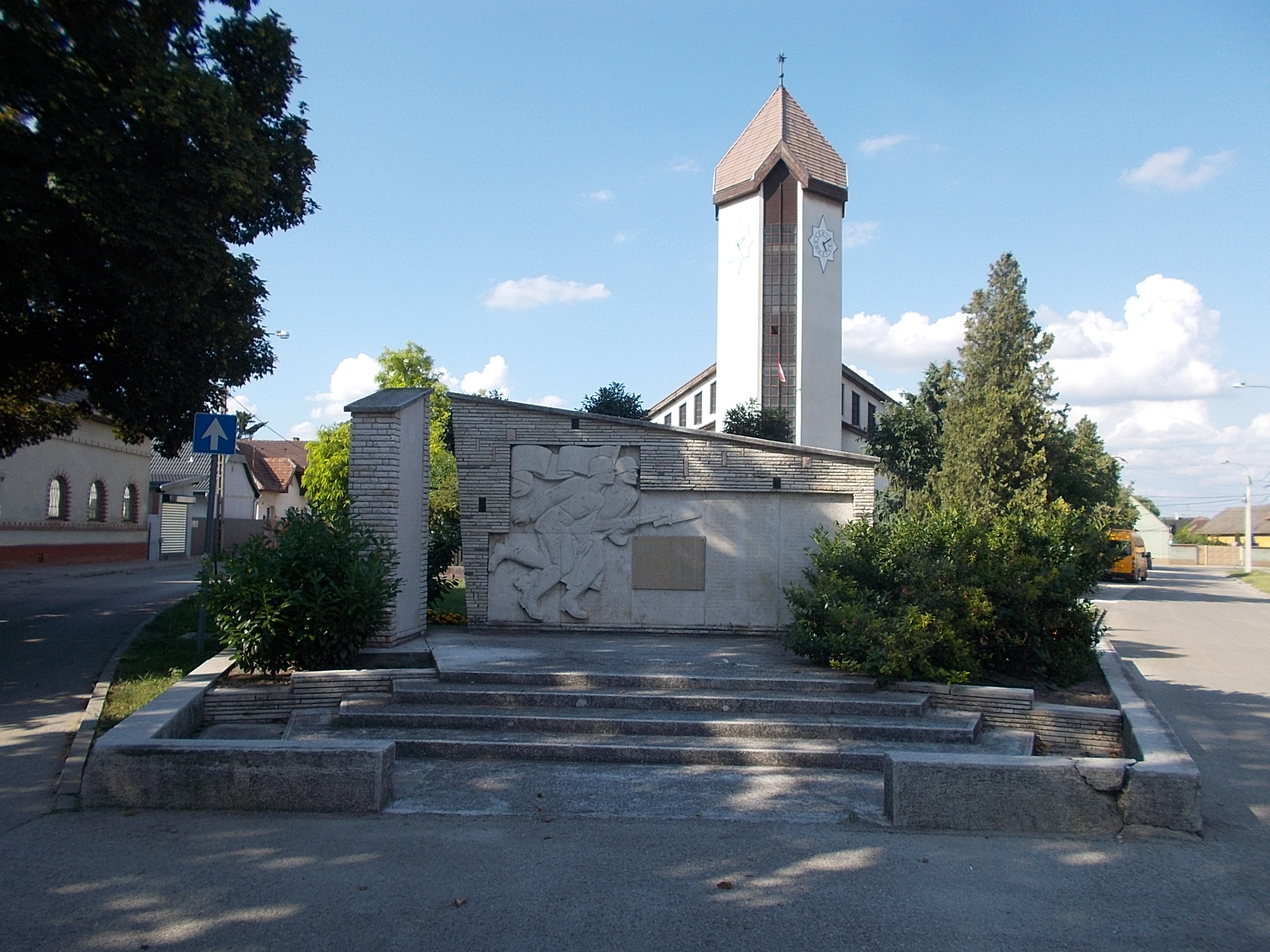
A világháborús emlékmű és a református templom

- Kossuth Lajos utcai Református Egyházközség (Szalkay László és Szalkayné Villányi Csilla lelkészek) honlap
- Újvárosi Református Egyházközösség (Morva Ákos lelkész) honlap
- Római katolikus egyházközösség (Hutóczky Béla plébános) honlap Archiválva 2012. november 17-i dátummal a Wayback Machine-ben
- Baptista Imaház (Paróczi Zsolt lelkipásztor) honlap Archiválva 2017. április 21-i dátummal a Wayback Machine-ben
- Görögkatolikus Szervezőlelkészség (Deák Csaba parochus) honlap Archiválva 2019. augusztus 9-i dátummal a Wayback Machine-ben
- Szabadkeresztyén Gyülekezet (Gere József lelkész) honlap
- Pünkösdi Gyülekezet (Mádai Tamás lelkész) honlap
- Szent Miklós kápolna (Szentirmai Róbert parochus) honlap

### Egyéb jelentős közösségek
- Evangélikus Gyülekezet (Varsányi Ferenc lelkész)
- Hit Gyülekezete (Eggendorfer Gábor lelkész)

### Kisebb közösségek
A városban gyülekezeti alkalmakat tart többek között a Magyarországi Jehova Tanúi Egyház is. A Szcientológia Egyház is képviseli magát egy Dianetika Misszióval a Bucka városrészben. Régebben nagyobb számban voltak jelen unitáriusok és zsidók, jelen pillanatban nincs jelentős bázisuk Szigetszentmiklóson.

### A lakosság vallási megoszlása
A 2011-es népszámlálási adatokból az alábbiak állapíthatók meg a lakosság vallási megoszlásáról.
- nem tartozik egyházhoz, felekezethez: 9007 (25,95%)
- római katolikus: 7847 (22,61%)
- református: 4472 (12,88%)
- ateista: 817 (2,35%)
- görögkatolikus: 492 (1,42%)
- evangélikus: 265 (0,76%)
- ortodox keresztény: 81 (0,23%)
- izraelita: 17 (0,05%)
- más egyházhoz, felekezethez tartozik: 1018 (2,93%)
- ismeretlen, nem válaszolt: 10 690 (30,80%)[26]

2022-ben vallásuk szerint 17% volt római katolikus, 10,5% református, 1,3% görög katolikus, 0,7% evangélikus, 0,2% ortodox, 1,9% egyéb keresztény, 0,6% egyéb katolikus, 21,2% felekezeten kívüli (46,3% nem válaszolt).

## Oktatási-nevelési intézményei

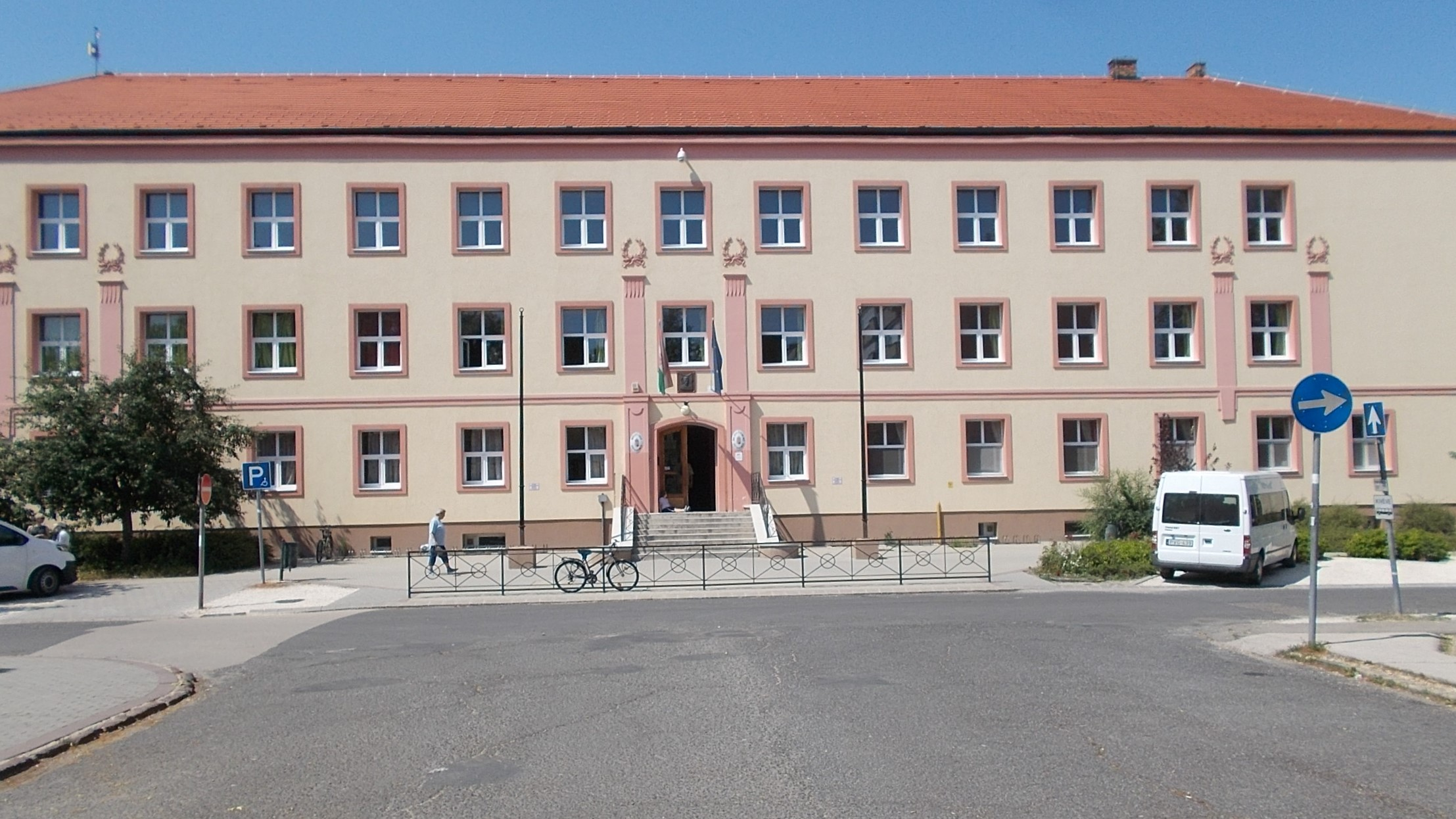
József Attila Általános Iskola

### Bölcsődék
- Városi Bölcsőde

- 4 telephellyel működő bölcsőde
- Vackor Integrált Bölcsőde

### Óvodái
- Szigetszentmiklósi Napraforgó Óvoda
- Szigetszentmiklósi Napraforgó Óvoda - Szivárvány Tagóvoda
- Szigetszentmiklósi Csicsergő Óvoda
- Szigetszentmiklósi Mocorgó Óvoda
- Szigetszentmiklósi Akácliget Óvoda
- Szigetszentmiklósi Napsugár Óvoda
- Szigetszentmiklósi Pitypang Óvoda
- Szigetszentmiklósi Konduktív Óvoda, Általános Iskola és Egységes Gyógypedagógiai Módszertani Intézmény

### Iskolái
- Szigetszentmiklósi Batthyány Kázmér Gimnázium
- Szigetszentmiklósi József Attila Általános Iskola
- Bíró Lajos Általános Iskola
- Kardos István Általános Iskola, Gimnázium és Szakgimnázium
- Szigetszentmiklósi Ádám Jenő Általános Iskola és Alapfokú Művészeti Iskola
- Érdi Szakképzési Centrum Csonka János Műszaki Technikum
- Szigetszentmiklósi Temesvári utcai Általános Iskola
- Sziget Suli

## Közlekedés

### Megközelítés gépkocsival
- Az M0-s autóút (körgyűrű) mindkét Csepel-szigeti lehajtója felől könnyedén elérhető a település.
- Budapestet és Szigetszentmiklóst három főbb útvonal köti össze: a Csepel-sziget régi gerincútjának tekinthető 5101-es út, a Csepel-Hárostól induló 51 101-es számú mellékút, valamint az előbbiek tehermentesítését segítő új gerincút, az 5102-es út; ezek Csepelen a II. Rákóczi Ferenc útban folytatódnak, illetve egyesülnek. A város külterületei között húzódik még, az 5101-es és 5102-es utakat, valamint az M0-st összekötő 5103-as út is.
- A Csepel-sziget délebbi települései felől a sziget keleti és nyugati oldalán húzódó útvonalakon Szigetszentmiklóson áthaladva, illetve az új Csepel-szigeti gerincúton érhető el a főváros.
- Szigetszentmiklós és Szigethalom határán a Ráckevei-Dunán Taksony felé a Taksony vezér hídon átvezető 51104-es számú mellékúton lehet átkelni, itt az 51-es főút és az 510-es főút halad az alföldi települések irányába.

### Közösségi közlekedés
- MÁV-HÉV
  - A H6-os HÉV négy szigetszentmiklósi megállóval rendelkezik. Közvágóhíd HÉV-állomás irányából az első Szigetszentmiklós megállóhely, a belterület keleti széle közelében; ezt követi József Attila-telep megállóhely, az 51 101-es út és a Csépi út kereszteződésénél, ezután következik Szigetszentmiklós alsó megállóhely, az Ipari Park keleti vége közelében, utoljára pedig Szigetszentmiklós-Gyártelep HÉV-állomás, az azonos nevű városrész központjában. Korábban létezett még egy ötödik megálló, Kéktó megállóhely is, ennek helye valahol Szigetszentmiklós mh. után volt, bizonyára az azonos nevű mai szabadidőpark közelében.
- Volánbusz
  - A 38-as busz, a 238-as busz és a 278-as busz Csepel, Szent Imre térről Szigetszentmiklós központjáig közlekedik. A 279-es, a 279B, a 280-as és a 280B busz Lakihegyről az Auchan és a Leshegyi Ipari Park érintésével járják be Szigetszentmiklóst.
  - A 38A busz Szigetszentmiklós–Lakihegy közepéig szállítja az utasokat.
  - A 138-as busz hasonlóan közlekedik Lakihegyen, mint a 38-as, de csak az Auchan-t, az áruházi bekötőutat, és a hárosi kertvárost érinti. (Ezután a busz átmegy Budatétényre az M0 autóúton.)
  - Éjszaka a 938-as busz a 38-as busz útvonalán közlekedik.
  - helyközi autóbusz-járatok
    - Csepel→Szigetszentmiklós→Szigethalom→Tököl→Lórév→Makád vonalcsoport: 673, 674, 675, 676
    - Csepel→Lakihegy→Halásztelek→Szigethalom vonalcsoport: 688, 690
    - Kelenföld→Szigetszentmiklós→Szigethalom(→Tököl): 689, 691[28]
    - Csepel→Szigetszentmiklós→Szigethalom→Halásztelek (csak iskolai napokon, délelőtt): 672

  - Helyi autóbusz járatok: 682, 683, 684

## Nevezetességei, látnivalók
- Magyar Rádió Lakihegyi adótornya (ipartörténeti műemlék, az ország legmagasabb építménye, a Magyar Rádió szimbóluma. Tulajdonosa és üzemeltetője az Antenna Hungária Zrt.)
- Duna menti tanösvény[29]
- Ádám Jenő síremléke

### Múzeumok
- Helytörténeti gyűjtemény
- Ádám Jenő Emlékház  (Itt született 1896-ban a későbbi Kossuth-díjas (1957) zeneszerző, karnagy, egyetemi tanár, érdemes művész (1955))
- Molnár Imre Citeragyűjtemény
- Csepel Autó Gyártmánymúzeum
- Hungaricum Gombfoci Háza Múzeum
- Városi Galéria

## Díszpolgárai
- Kossuth Lajos kormányzó
- Szilágyi Lajos főszolgabíró
- Gróf Bethlen István miniszterelnök
- dr. Scitovszky Béla belügyminiszter
- Kiss Tibor főszolgabíró
- Ádám Jenő zenetudós
- Jimmy Carter, az USA volt elnöke
- dr. Glatz Ferenc az MTA elnöke
- Vereczkei Ákos olimpiai bajnok kajakos
- Kardos István tanító

## Híres szigetszentmiklósiak
- Dr. Czékus János Pál[30](1944. április 8.) vezérőrnagy, Magyarország NATO katonai képviselője (1999–2001),[31] Szent-Györgyi Albert-díjas egyetemi tanár (1993)
- Czékus Lajos (1941. augusztus 14.), a Magyar Köztársaság sportérdemérem ezüst- és bronzfokozatával és MTV nívódíjával kitüntetett[forrás?] sportvezető, a Magyar Labdarúgó Szövetség ügyvezető igazgatója (1989–1991), majd főtitkára (1996–1998)
- Petri Sándor (1929. január – 2016. december 5.) FIFA játékvezető, a Magyar labdarúgó Szövetség főtitkára (1972–1973), újságíró (a Játékvezető lap főszerkesztője, a Labdarúgás c. lap társszerkesztője).
- Patai János református szuperintendens
- Ádám Jenő (1896. december 12. – 1982. május 15. Budapest): zeneszerző, kóruskarnagy, zenepedagógus
- Dolinay Gyula (1850. augusztus 14., Nagyharsány – 1915. február 18.) újságíró, ifjúsági író
- Károly György (*1953. augusztus 31. Budapest – 2018. október 26.) költő, író
- Leskovics Gábor (Lecsó, *1966. június 17.) magyar rockzenész, énekes
- Borsos Vilmos (1968) labdarúgókapus, vállalkozó
- Pál Utcai Fiúk zenekar
- Vereckei Ákos (1977. augusztus 26.) kétszeres olimpiai és hatszoros világbajnok kajakozó.
- Ivanics László (1966) válogatott labdarúgó, középpályás
- S. Becz Pál (1899–1972) költő, író. Válogatott verseit, novelláit, színdarabját tartalmazzák fia, dr. Becz Miklós által kiadatott Csendes lázadó, Őszintén és Melyik úton? című kötetek.
- Bíró Lajos, entomológus 1896 és 1902 között Német-Új-Guineában végzett természetrajzi és etnográfiai gyűjtést. Egykori lakóházán, a Rákóczi utcában emléktáblát helyeztek el 1956-ban.
- Kovács Endre Arnold, szaxofonművész és zeneszerző
- Békefi Viktória színésznő-énekesnő, a Sztárban sztár leszek első évadának győztese
- Zala Judit, csokoládékészítő (Sweetic Csokoládé Manufaktúra), aki számos nemzetközi díjas terméket alkotott meg és 2019-ben (társaival együtt) világbajnoki címet szerzett a Beriolett nevű bonbonnal. 2019-ben elnyerte a Pest Megye Év Iparosa Díjat, 2020-ban pedig Az év leginspirálóbb vállalkozója díjat
- Somogyi György festőművész
- Id. Nádasdy János festőművész
- Kocsis László festőművész, grafikus
- Szabó Béla festőművész
- Puha Ferenc festőművész
- Pieronymus Kosch grafikusművész
- Zsin Judit szobrászművész

## Sportélete

### Labdasportok
- Szigetszentmiklósi Testgyakorlók Köre - futball, asztalitenisz
- Szatelit Tenisz Klub
- Szigetszentmiklós Női Kézilabda Sport Egyesület[32]
- Szigetszentmiklósi Kézilabda Sport Kör[33]
- Batthyány Kázmér Gimnázium Diáksport Egyesület - kosárlabda
- Dunapart Sportegyesület - tenisz
- Sziget DSE Női Röplabda Szakosztály

### Jégkorong
- Szigeti Bikák Jégkorong Egyesület
- Jégoroszlánok

### Tánc sportok
- Felamon Modern és Jazz tánc Egyesület
- Szigetszentmiklósi Testgyakorlók Köre - Ritmikus gimnasztika szakosztály
- DancEarth Táncsport Egyesület - akrobatikus rock&roll
- Mézeskalács Néptáncegyüttes
- Sziget Dance Táncsport Egyesület
- Sziget Diáksport Egyesület - Ritmikus gimnasztika szakosztály
- Szigetszentmiklósi Tornádó DSE Napraforgók Néptánccsoportja
- Klassz-X Szabadidő-és TáncSport Egyesület

### Kerékpár
- Csepel-szigeti Kerékpáros Triatlon SE
- Szigeti Szabadidő És Kerékpáros Egyesület
- Szigetszentmiklósi Szabadidő és Kerékpáros Egyesület

### Harci sportok
- Acél Ököl Shaolin Kung Fu és Szabadidősport Egyesület
- Diák Vívóegylet
- Seinchin Karate Sportegyesület
- Sziget 2008 Judo Club
- Sziget SC Birkózó Szakosztály
- Sziget Szabad Íjász és Vívó Egylet
- Szigetszentmiklós - Tököl Sportegyesület - kickbox
- Szigetszentmiklósi Tőregylet

### Horgászat
- Csepel-sziget Horgász Egyesület
- Dolgozók Szigetszentmiklósi Horgász Egyesület
- Lakihegyi Szabadidő Sportegyesület - horgászat

### További sportélet
- Benfica-Mundiál 93 FC - asztali labdarúgás
- Griff Siklóernyős Club és Sportegyesület - siklóernyőzés
- Lakihegyi Szabadidő Sportegyesület - szabadidősport
- Szigeti Túrázók természetjáró csoport
- Szigetszentmiklós Petanque Club
- Szigetszentmiklósi Lovas Klub
- Szigetszentmiklósi Tornádó DSE Sakk szakosztály
- Szigetszentmiklósi Futó Klub Egyesület

## Testvérvárosai
- Haukipudas (1992 - Finnország)[34]
- Gyergyószentmiklós (1996 – Székelyföld (Románia))[34]
- Busko-Zdrój (2003 – Lengyelország)[34]
- Specchia (2003 – Olaszország)[34]
- Steinheim (2003 – Németország)[34]
- Gorna Orjahovica/Горна Оряховица (2004 – Bulgária)[34]
- Kocsani/Кочани (2004 – Észak-Macedónia)[34]
- Muraszentmárton (Horvátország)[34]